# Petra Kersnič
Petra Kersnič, slovenska medicinska sestra in političarka, * 6. november 1950.
Med letoma 1997 in 2007 je bila članica Državnega sveta Republike Slovenije.